# Rudolf Strnad
Rudolf Strnad (* 3. duben 1891 České Budějovice – 5. září 1942 KT Osvětim) byl český středoškolský profesor, knihovník, národnostní pracovník a regionální historik.

## Život a dílo
Narodil se 3. dubna 1891 v Českých Budějovicích. Po maturitě na Jirsíkově gymnáziu v Českých Budějovicích byl v roce 1910 přijat ke studiu na Filosofické fakultě pražské univerzity. Po studiích se v roce 1915 vrátil do Českých Budějovic, kde působil jako středoškolský profesor Jirsíkova gymnázia a Českého státního reálného gymnasia v České ulici. Vyučoval klasickou filologii a český jazyk.

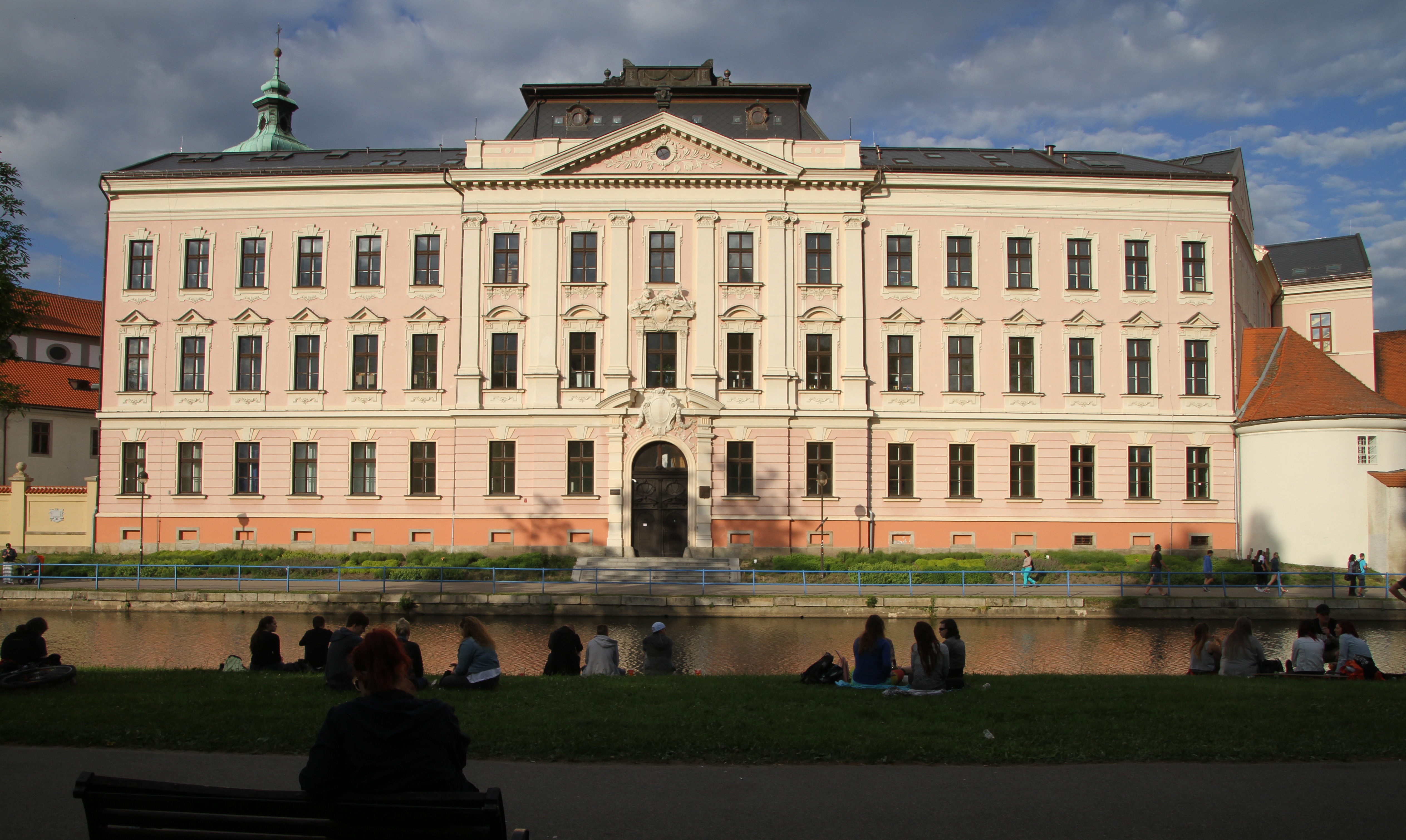
Gymnázium Česká ulice - České Budějovice, pohled ze Sokolského ostrova

Věnoval se společenské regionální problematice a angažoval se v kulturním a literárním životě města a regionu. Pracoval jako jednatel odboru Národní jednoty pošumavské a knihovník Lidové knihovny odboru NJP. Když knihovna byla, na základě zákona č.430/1919 Sb. a po dohodě s městem, převedena 2. července 1921 jako Veřejná knihovna města České Budějovice (dnes Jihočeská vědecká knihovna) pod řízení města, stal se jejím prvním knihovníkem až do roku 1926. Založil nové katalogy knihovny, pořídil přírůstkový seznam a k tomu místní a abecední seznam knihovního fondu. Po katalogizaci knih vydal pro čtenáře seznamy knih zábavných i knih naučných. Založil oddělení knih pro mládež. Po roce 1926, kdy pracoval jako jednatel knihovní rady, navrhl pojmenování knihovny jménem doktora Augusta Zátky (schváleno 24. září 1927). Jako člen rady města České Budějovice se přičinil o zřízení veřejné čítárny v knihovně a prostřednictvím samostatného odboru veřejných knihoven a čítáren i o řízení a financování menšinové knihovny německé. Podporoval v roce 1934 přestavbu a spojení dvou městských domů (opět rozděleny po vystěhování knihovny v roce 1999) vedle Ústavu hluchoněmých v Riegrově ulici pro potřeby městské knihovny.
Rudolf Strnad se angažoval v Okresním osvětovém sboru (předseda) a v Jihočeském kulturním ústředí jako organizátor přednášek a propagátor práce spolků.
Přispíval do regionálního tisku, např. Jihočeských Listů, Republikána, a Pošumaví. Příspěvky se týkaly společenských a národních organizací, vývoje vztahů mezi Sudetskými Němci a Čechy, životopisů kulturních a politických osobností, (např. August Zátka, Hynek Zátka, Svatomír Tůma). Na stránkách regionálního tisku se zúčastňoval diskuzí o zřízení vědecké knihovny a vysoké školy, požadované profesorem Josefem Lomským.
Po nacistické okupaci se zapojil do protinacistického odboje. Byl zatčen v roce 1941 a poslán do koncentračního tábora Osvětim, kde 5. září 1942 zahynul..

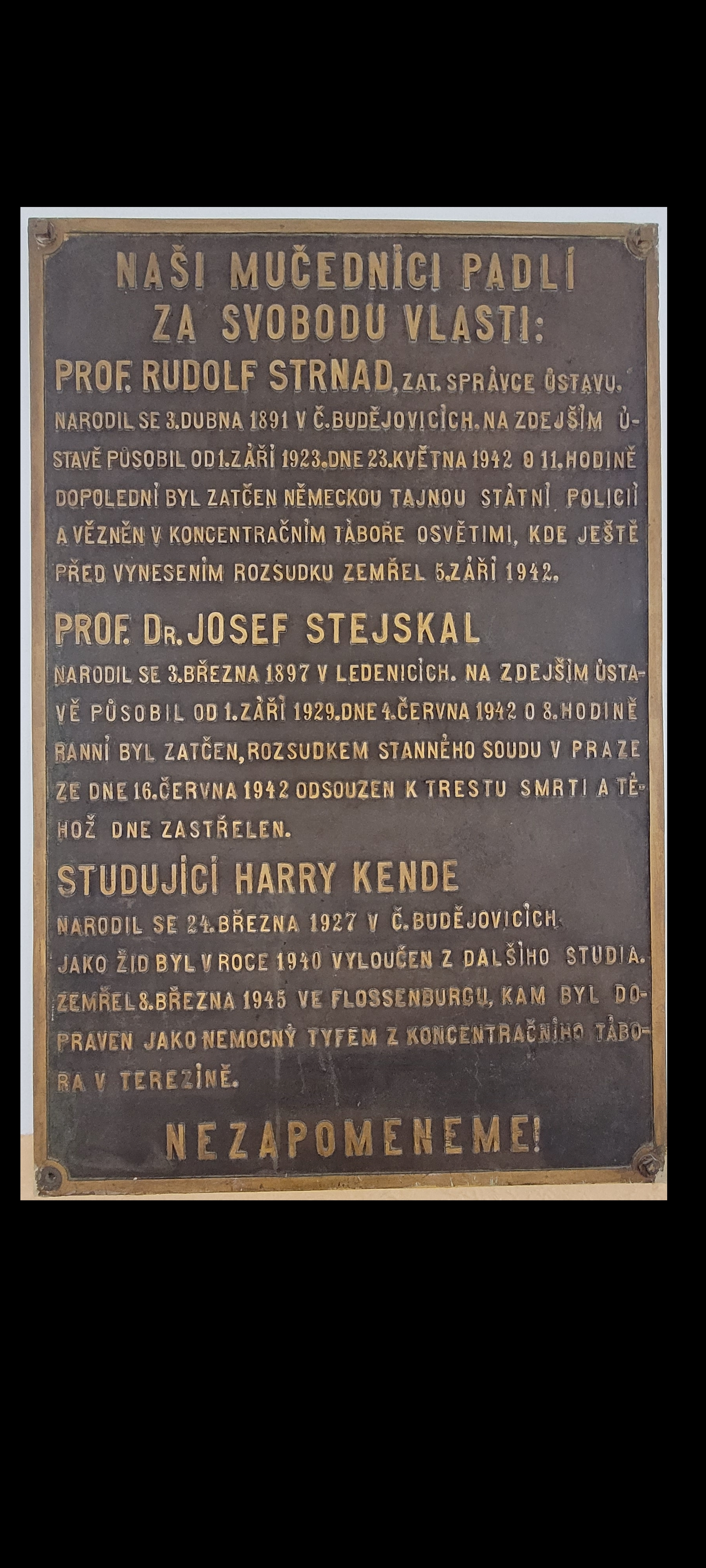
Pamětní deska v Gymnáziu Česká ul. v Českých Budějovicích

### Posmrtné uznání
V budově gymnázia v České ulici byla 23. května 1946 Rudolfu Strnadovi odhalena pamětní deska (společně uveden i profesor dr. Josef Stejskal a student Harry Kende). V lednu 1991 byla na Sídlišti Šumava v Českých Budějovicích po Rudolfu Strnadovi pojmenována ulice. 

### Dílo - výběrově
- Před založením Jirsíkova gymnasia: příspěvek k vylíčení života a vlasteneckého působení českých studentů na piaristickém gymnasiu. České Budějovice: Rudolf Strnad, [1910?]. 8 s.
- Seznam knih veřejné knihovny města Čes. Budějovic. V Čes. Budějovicích: Nákladem knihovny,1923.75 s.
- Seznam knih veřejné knihovny města Čes. Budějovic. V Čes. Budějovicích: Tiskem Společenské knihtiskárny, 1926. 98 s.
- Česká knihovna v Č. Budějovicích z r. 1843. [S.l.: s.n., 19--]. 11 s.
- Dr. A. Zátka. V Českých Budějovicích: Nákladem odboru Národní Jednoty Pošumavské, 1927. 100 s.
- K výsledkům voleb do poslanecké sněmovny ve smíšeném území jihočeském. V Čes. Budějovicích: Tiskem K. Fialy, [mezi 1920 a 1930]. 24 stran.
- Volební výsledky v národně smíšeném území při volbách do poslanecké sněmovny v r. 1929. Č. Budějovice: Odbor Národní Jednoty Pošumavské, [1930]. 21 s.
- MUDr Svatomír Tůma. Čes. Budějovice: Nákladem odboru Národní Jednoty Pošumavské, 1931. 26 s.
- Básně Augusta Zátky. V Českých Budějovicích: Knihovní rada veřejné městské knihovny dra Augusta Zátky v Č. Budějovicích, [1932]. 65 s.
- Projevy a řeči dra Augusta Zátky. V Českých Budějovicích: Nákladem odboru Národní Jednoty Pošumavské, 1935. 182 s.
- K dějinám českobudějovické Slovanské lípy. České Budějovice: 1938. 22 s.
- Hynek Zátka. České Budějovice: Rudolf Strnad, 1936. 30 s.
- K výsledkům sčítání lidu v jižních Čechách po stránce národnostní. V Č. Budějovicích: Nákladem odboru NJP, [193-]. 28 s.
- Příspěvky k životopisu Hynka Zátky České Budějovice: Rudolf Strnad 1939. 20 s.
- 75 let Česko-Budějovické záložny [1864-1939]. České Budějovice: Česko-Budějovická záložna, 1939. 155 s.
- Maximilian Millauer. České Budějovice: Rudolf Strnad, 1940. 13 s.
- Jak bývalo v Budějovicích na Starém městě. České Budějovice: Rudolf Strnad, 1940. 16 s.
- Zapomenutý budějovičan. Budějovice: Rudolf Strnad, 1941. 11 s.